# Elecciones legislativas de Francia de 1986
Las elecciones legislativas de Francia de 1986 tuvo lugar el domingo 16 de marzo de 1986.  A diferencia del resto de las elecciones de la Quinta República, el sistema utilizado fue representación proporcional por lista. Los partidos de derecha Agrupación por la República y Unión para la Democracia Francesa se presentaron en una lista única, logrando conseguir la mayoría de los escaños. Ello dio paso de un Gobierno de “Cohabilitacion”, entre el presidente socialista François Mitterrand y un gabinete encabezado por el derechista Jacques Chirac.
Esta elección también presencio un auge del partido de extrema derecha Frente Nacional, que obtuvo 35 diputados, siendo el mayor beneficiado del sistema proporcional.

## Resultados
| Partidos y Coaliciones                         | Partidos y Coaliciones                                                    | Abbr.   | Votos      | %      | Escaños       |
| ---------------------------------------------- | ------------------------------------------------------------------------- | ------- | ---------- | ------ | ------------- |
|                                                | Lista común Agrupación por la República/Unión para la Democracia Francesa | RPR/UDF | 6.008.612  | 21.44  | 73 RPR 74 UDF |
|                                                | Agrupación por la República (Rassemblement pour la République)            | RPR     | 3.143.224  | 11.22  | 76            |
|                                                | Unión para la Democracia Francesa (Union pour la démocratie française)    | UDF     | 2.330.167  | 8.31   | 53            |
|                                                | Otros partidos de derecha                                                 | DVD     | 1.083.711  | 3.87   | 14            |
| Total "RPR-UDF" (Derecha)                      | Total "RPR-UDF" (Derecha)                                                 |         | 12.565.714 | 44.84  | 290           |
|                                                | Partido Socialista (Parti socialiste)                                     | PS      | 8.693.939  | 31.02  | 206           |
|                                                | Partido Comunista Francés (Parti communiste français)                     | PCF     | 2.739.225  | 9.78   | 35            |
|                                                | Otros partidos de izquierda                                               | DVG     | 301.063    | 1.07   | 5             |
|                                                | Movimiento Radical de Izquierdas (Mouvement des radicaux de gauche)       | MRG     | 107.769    | 0.38   | 2             |
|                                                | UNG (Aimé Césaire, Martinique)                                            | UNG     | 56.044     | 0.20   | 0             |
| Total Izquierda ("Mayoría Presidencial" y PCF) | Total Izquierda ("Mayoría Presidencial" y PCF)                            |         | 11.898.040 | 42.45  | 248           |
|                                                | Frente Nacional (Front national and Rassemblement national)               | FN      | 2.703.442  | 9.65   | 35            |
|                                                | Extrema izquierda                                                         | EXG     | 430.352    | 1.54   | -             |
|                                                | Ecologistas                                                               | ECO     | 340.109    | 1.21   | -             |
|                                                | Extrema derecha                                                           | EXD     | 57.432     | 0.20   | -             |
|                                                | Regionalistas                                                             | REG     | 28.379     | 0.10   | -             |
|                                                | Total                                                                     |         | 28.024.168 | 100.00 | 573           |
| Abstención: 22.00%                             |                                                                           |         |            |        |               |

- Datos: Q2714196